# Schumanniophyton
Schumanniophyton är ett släkte av måreväxter. Schumanniophyton ingår i familjen måreväxter.
Kladogram enligt Catalogue of Life:
| Schumanniophyton | \| \| Schumanniophyton hirsutum \| \| \| \| \| \| Schumanniophyton magnificum \| \| \| \| \| \| Schumanniophyton problematicum \| \| \| \| |
|                  | \| \| Schumanniophyton hirsutum \| \| \| \| \| \| Schumanniophyton magnificum \| \| \| \| \| \| Schumanniophyton problematicum \| \| \| \| |
|                  | Schumanniophyton hirsutum |
|                  | |
|                  | Schumanniophyton magnificum |
|                  | |
|                  | Schumanniophyton problematicum |
|                  | |